# Agathe Dronne
Pour les articles homonymes, voir Dronne (homonymie).
Agathe Dronne est une actrice française, née le 21 juin 1970   dans le 9e arrondissement de Paris.

## Filmographie

### Cinéma
- 1993 : La tête sans abri de Mathias Hundt[2]
- 1996 : Un samedi sur la Terre de Diane Bertrand
- 1999 : Un pont entre deux rives de Frédéric Auburtin et Gérard Depardieu
- 2001 : Mon meilleur amour de François Favrat (court-métrage)
- 2001 : La Chambre des officiers de François Dupeyron
- 2002 : Novo de Jean-Pierre Limosin
- 2003 : Elle est des nôtres de Siegrid Alnoy
- 2003 : Le Coût de la vie de Philippe Le Guay
- 2005 : Le Promeneur du Champ-de-Mars de Robert Guédiguian
- 2005 : Les Yeux clairs de Jérôme Bonnell
- 2007 : Ce que mes yeux ont vu de Laurent de Bartillat
- 2011 : Poursuite de Marina Déak
- 2012 : From Boston de Sylvia Guillet
- 2013 : Les Reines du ring de Jean-Marc Rudnicki
- 2013 : Mon âme par toi guérie de François Dupeyron
- 2015 : Coup de chaud de Raphaël Jacoulot
- 2015 : Les Cowboys de Thomas Bidegain
- 2017 : Espèces menacées de Gilles Bourdos
- 2018 : Marche ou crève de Margaux Bonhomme
- 2019 : Les Éblouis de Sarah Suco
- 2020 : Villa Caprice de Bernard Stora
- 2021 : À plein temps d'Éric Gravel
- 2023 : La Fille d'Albino Rodrigue de Christine Dory
- 2023 : Le Consentement de Vanessa Filho

### Télévision
- 2004 : Courrier du cœur : Marie
- 2005 : Le Triporteur de Belleville de Stéphane Kurc
- 2009 : La Belle Vie de Virginie Wagon
- 2010 : Tempêtes de Dominique Baron, Marc Rivière et Michel Sibra
- 2013 : 15 jours ailleurs de Didier Bivel
- 2016 : Tuer un homme d'Isabelle Czajka
- 2016 : The Affair (Saison 3 - Épisode 10)
- 2019 : Un avion sans elle de Jean-Marc Rudnicki
- 2022: Tu ne tueras point de Leslie Gwinner
- 2023: Infiltré(e) Mini-série télévisée  de Jean-Philippe Amar

## Théâtre
- 2019 : Sept Ans de réflexion de George Axelrod, mise en scène Stéphane Hillel, théâtre des Bouffes Parisiens

## Doublage
- 2023 : Chicken Run : La Menace nuggets : voix additionnelles

## Distinctions
2006 : Jury du Festival européen du court métrage de Bordeaux